# Le Scole
Le Scole (dal latino scopulus, «scoglio») sono un gruppo di scogli disabitati, a pochi metri dalla costa dell'isola del Giglio nel mar Tirreno. Come tutta l'isola, fanno parte dell'area protetta del parco nazionale dell'Arcipelago Toscano, istituito nel 1996.

## Geografia
Gli isolotti delle Scole sono composte da tre scogli di roccia granitica con elevazione modesta e privi di vegetazione, situate a metà strada tra Giglio Porto e la Cala delle Cannelle. Lo scoglio più grande, situato al centro del gruppo di isolotti, raggiunge una lunghezza di circa 100 m e una larghezza di circa 55 m. La distanza minima dall'isola del Giglio è di poco più di 10 m mentre lo scoglio più lontano, il più piccolo, si trova a 280 m dalla costa; il bassofondo roccioso si prolunga verso il largo ed è conosciuto fin dall'Ottocento per la sua pericolosità.

## Fondali
Sui fondali delle Scole sono presenti spugne, falsi coralli neri, gorgonie rosse e margherite di mare, cosa che ne ha fatto meta di appassionati di immersione subacquea.
A una profondità di circa 20 metri è situata la statua di marmo di una Madonnina posta all'interno di una nicchia.

## Naufragio dellaCosta Concordia

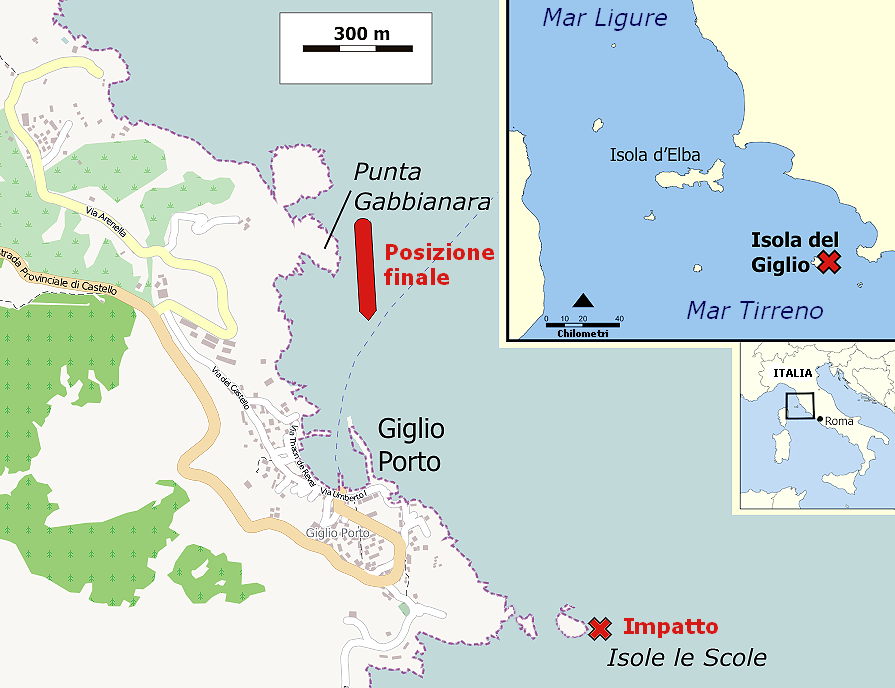
Mappa dell'incidente.

Gli scogli sono diventati tristemente famosi in quanto coinvolti in un gravissimo disastro marittimo: venerdì 13 gennaio 2012, alle 21:45, la grande nave da crociera Costa Concordia, di proprietà della compagnia genovese Costa Crociere, impegnata in una crociera nel Mar Mediterraneo sotto il comando del cinquantunenne Francesco Schettino, durante un transito ravvicinato lungo la costa per rivolgere un saluto alla popolazione locale, a causa di un errore di manovra, si schiantò contro la più piccola delle rocce delle Scole, riportando una falla di circa 36 metri sul lato sinistro dell'opera viva. L'impatto provocò la brusca interruzione della navigazione, un forte sbandamento e il conseguente arenamento sullo scalino roccioso del fondale di Punta Gabbianara, a nord di Giglio Porto. In seguito la nave si inclinò fino a rimanere parzialmente sommersa e la mattina seguente fu ben visibile parte di uno scoglio ancora incastrato nello scafo. La Costa Concordia era partita da Civitavecchia per una crociera nel Mediterraneo; a bordo aveva 4.229 persone (3.216 passeggeri e 1.013 membri dell'equipaggio). Nell'incidente persero la vita 32 persone e 110 rimasero ferite; la nave non tornò in servizio e nell'arco dei tre anni successivi venne raddrizzata e rimessa in grado di galleggiare (diventando la più grande imbarcazione di sempre ad affrontare tale processo, oltre che la più grande mai naufragata) con una rotazione di 65 gradi e trasferita al porto di Genova, dove fu demolita.